# Diocèse de Brescia

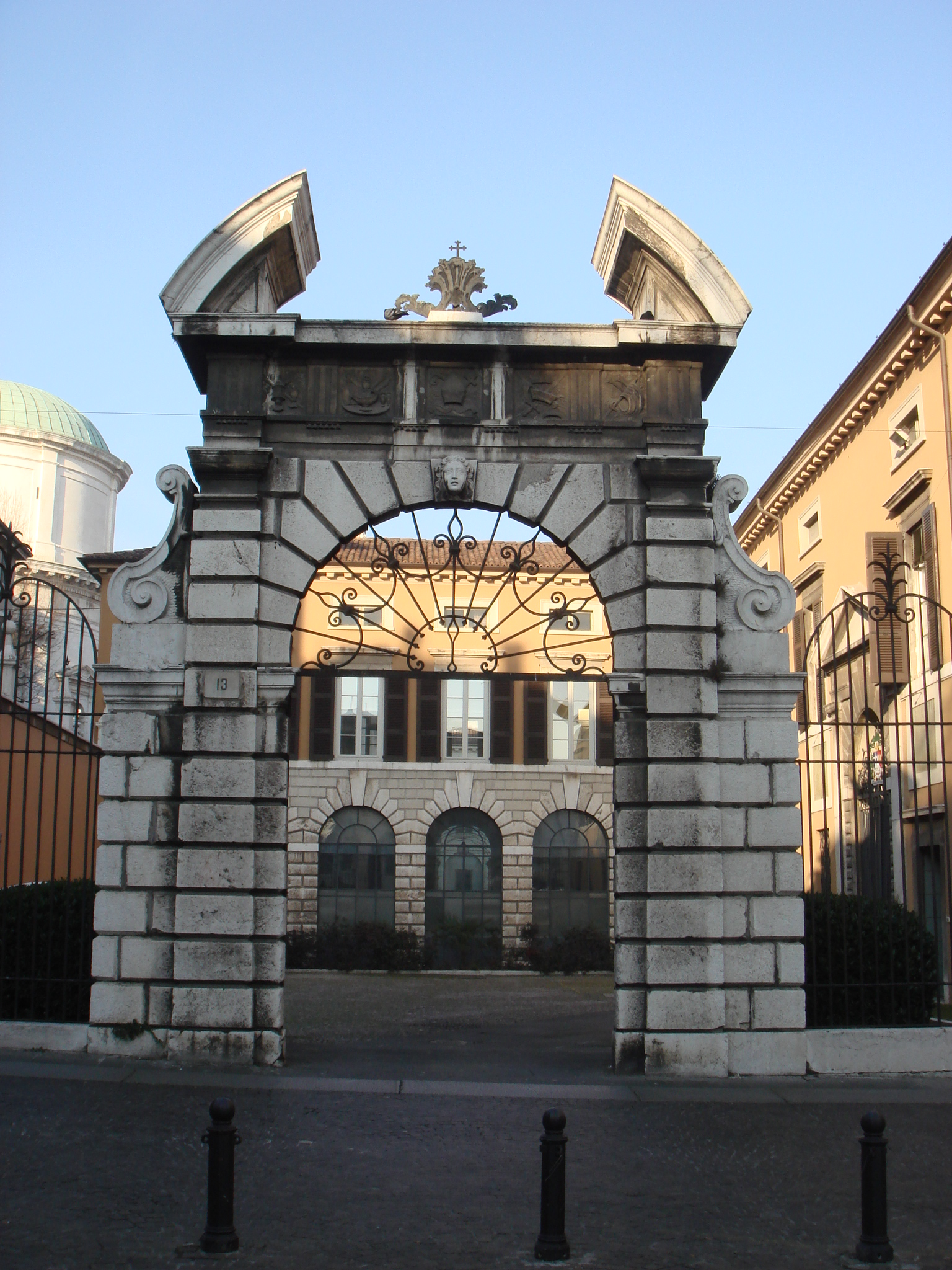
Entrée de l'évêché de Brescia.

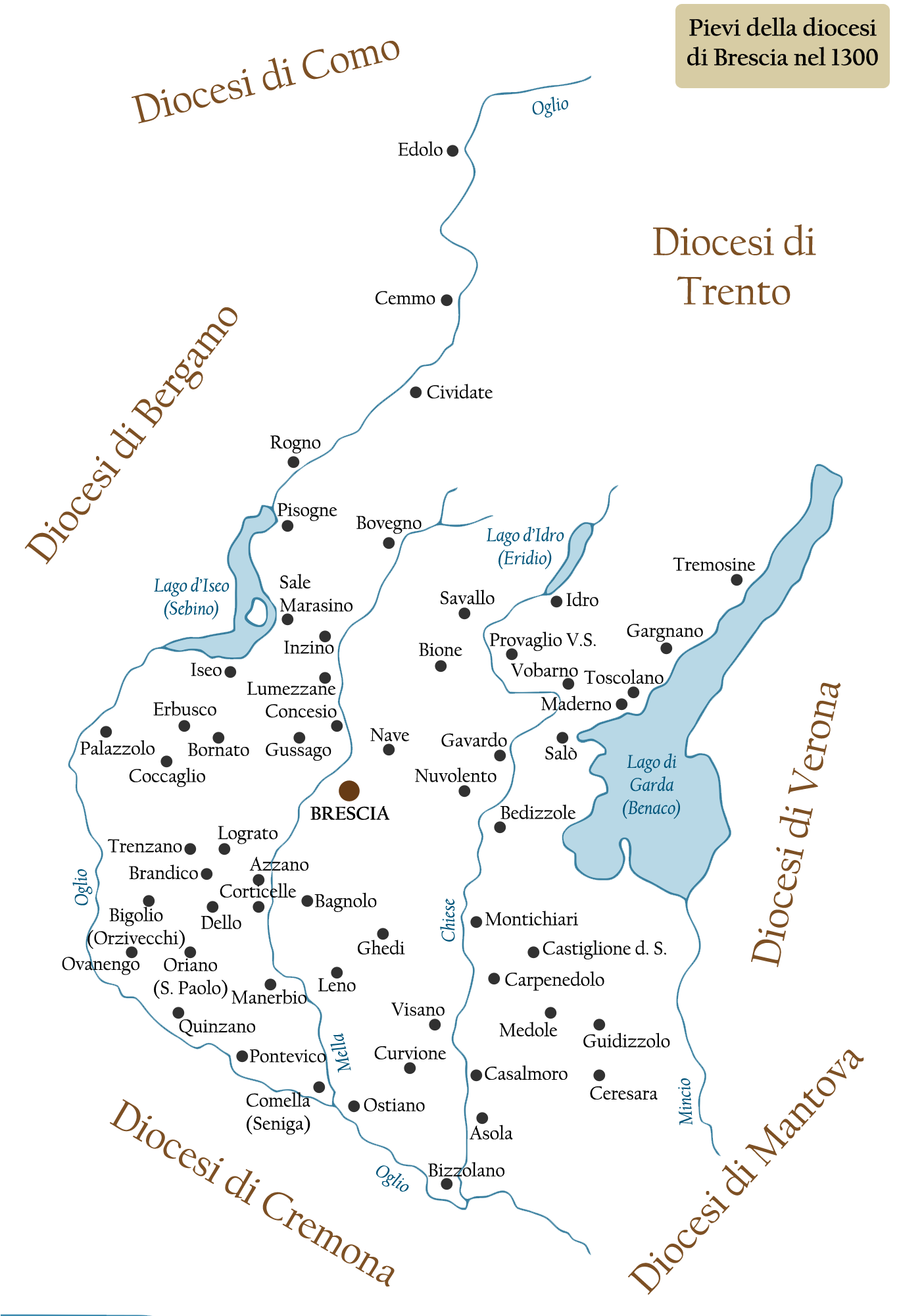
en 1300. (voir aussi Pieve)

Le diocèse de Brescia (latin : Dioecesis Brixiensis) est l'un des 115 diocèses catholiques italiens. Situé dans la région de Lombardie (province de Brescia), il est suffragant à l'archidiocèse de Milan et fait partie de la région ecclésiastique de Lombardie. L'évêque du diocèse est actuellement Mgr Pierantonio Tremolada.
En 2015, le diocèse comptait 960 000 baptisés pour 1 152 000 habitants.

## Saints patrons
Les principaux patrons du diocèse sont saint Faustin et Jovite, tandis que Notre-Dame-de-l'Assomption, sainte Angèle Mérici et saint Syrus de Pavie en sont les patrons secondaires.

## Territoire
Le diocèse comprend : 
- toutes les municipalités dans la province de Brescia, sauf : dans le sud du lac de Garde, Salò (dernier village du diocèse) à Lonato del Garda et Desenzano del Garda (qui appartiennent au diocèse de Vérone), la municipalité de Paratico qui appartient au diocèse de Bergame ;
- dans la province de Bergame : Palosco, Lovere, Costa Volpino, Rogno et Bossico (celui-ci, tout en étant géographiquement dans le diocèse de Brescia, est depuis l'été 2014 soumis à la direction du diocèse de Bergame).

Le siège épiscopal est la ville de Brescia, où se situe la cathédrale et le Duomo Vecchio.
Le territoire est divisé en 473 paroisses réunies en 32 zones pastorales :
| no d'ordre | Zone géographique                        | Vocable                                        |
| ---------- | ---------------------------------------- | ---------------------------------------------- |
| I.         | Zone du Val Camonica supérieur           | Bienheureux Innocent de Berzo                  |
| II.        | Zone du Val Camonica moyen               | San Siro                                       |
| III.       | Zone du Val Camonica inférieur           | Madonna del Monte                              |
| IV.        | Zone du Sebino inférieur                 | Sante Vincenza Gerosa e Bartolomea Capitanio   |
| V.         | Zone du Sebino                           | San Virgilio                                   |
| VI.        | Zone de la Franciacorta                  | San Carlo                                      |
| VII.       | Zone du fleuve Oglio                     | San Fedele                                     |
| VIII.      | Zone sud-occidentale de l'Oglio          | San Filastrio                                  |
| IX.        | Zone Sud-orientale                       | Bienheureuse Stefana Quinzani                  |
| X.         | Zone Sud-Centre-Ouest                    | Bienheureuse Paola Gambara                     |
| XI.        | Zone Sud-Centre                          | Vén. Alessandro Luzzago                        |
| XII.       | Zone Sud-Centre-Est                      | Abbazia di San Salvatore                       |
| XIII.      | Zone Sud-Orientale                       | San Lorenzo                                    |
| XIV.       | Zone Sud-Orientale du Chiese             | San Pancrazio                                  |
| XV.        | Zone morainique du Lac de Garde          | San Gaudenzio                                  |
| XVI.       | Zone du Lac de Garde                     | San Ercolano                                   |
| XVII.      | Zone du Lac de Garde supérieur           | Madonna di Montecastello                       |
| XVII.      | Zone de la Haute-Vallée Sabbia           | Sanctuaire Madonna di San Luca                 |
| XIX.       | Zone de la Basse-Vallée Sabbia           | Santa Maria Assunta                            |
| XX.        | Zone du Haut-Val Trompia (it)            | Madonna della Misericordia                     |
| XXI.       | Zone du Bas-Val Trompia (it)             | Santa Maria degli Angeli                       |
| XXII.      | Zone Valgobbia                           | Saint Apollonio (évêque) (it) (Sant'Apollonio) |
| XXIII.     | Zone suburbaine I (Concesio)             | pape Paul VI                                   |
| XXIV.      | Zone suburbaine II (Gussago)             | Santuario de la Madonna della Stella (it)      |
| XXV.       | Zone suburbaine III (Travagliato)        | Santa Maria Crocifissa Di Rosa                 |
| XXVI.      | Zone suburbaine IV (Bagnolo Mella)       | Visitazione di Maria                           |
| XXVII.     | Zone suburbaine V (Rezzato)              | Sanctuaire de la Madonna di Valverde (it)      |
| XXVIII.    | Zone urbaine - Brescia Est               | Saints Faustin et Jovita                       |
| XXIX.      | Zone urbaine - Brescia Nord              | Saints Faustin et Jovita                       |
| XXX.       | Zone urbaine - Brescia Ouest             | Saints Faustin et Jovita                       |
| XXXI.      | Zone urbaine - Brescia Sud               | Saints Faustin et Jovita                       |
| XXXII.     | Zone urbaine - Brescia Centre historique | Saints Faustin et Jovita                       |

## Historique
Les origines du christianisme à Brescia sont encore incertaines. Le premier évêque présent à Brescia était probablement saint Anatole de Milan, évêque de Milan, mort en 61. Il est quasi certain que l'église bresciane était une filiale de celle de Milan.
Les évêques des Ier et IIe siècles nous sont connus, néanmoins, les noms de leurs successeurs des IIIe et IVe siècles se sont perdus au fil des siècles. Un document certain atteste l'existence du diocèse et de la participation en 343 au concile de Sardica, en Illyrie, de son évêque saint Ursicin.
À l'époque des Lombards, le roi Didier fonde, entre autres, le monastère de San Salvatore dans la ville (762) après un monastère d'hommes à Leno en 758.
Depuis l'évêque Notingo (milieu du IXe siècle), les évêques de Brescia eurent le titre et les droits de comte.
Au cours du XIe siècle la ville de Brescia eut à souffrir des luttes entre la papauté et le Saint-Empire, avec l'élection de deux évêques. Les prédications où Arnaud de Brescia dénonçait la corruption du clergé le firent expulser de la ville.
Berardo Maggi (it), élu en 1275, fut le premier évêque à avoir les titres de « marchio, dux et comes » (marquis, duc et comte).
Au cours de la période de domination vénitienne, les évêques ont été choisis par la Sérénissime et le diocèse a traversé une période de tranquillité, troublée seulement par la montée de l'hérésie dans les Val Camonica et Val Trompia.
À la fin du XVIe siècle, la ville de Salò demanda à accueillir un siège épiscopal réunissant les paroisses qui étaient jusque-là divisées en trois diocèses (Brescia, diocèse de Vérone et la principauté épiscopale de Trente). L'opposition farouche des citoyens de Brescia, qui se sont toujours opposés à l'autonomie « riverasca », et la mort de saint Charles Borromée, partisan de la cause salodiana, firent échouer l'opération.
L'évèque Domenico Bollani s'est illustré parmi les participants de la Contre-réforme, appliquant les décrets du Concile de Trente grâce à de nombreuses visites dans son diocèse et la création du séminaire diocésain en 1568.
Au XVIIIe siècle l'actuelle cathédrale de Brescia fut construite, dédiée à Santa Maria Assunta, adjacente à l'ancienne cathédrale.
Le 12 septembre 1818, le pape Pie VII décréta la suppression de l'abbaye territoriale d'Asola ; des treize paroisses, onze furent incorporées au diocèse de Mantoue et deux dans celui de Brescia.
En 1893 l'hebdomadaire diocésain La Voce del Popolo (« La Voix du Peuple ») est créé.

### Époque contemporaine
Durant le XXe siècle, le diocèse est le théâtre d'une grande activité marquée par la création de quatre cents centres pour la jeunesse, avec des équipements sportifs et culturels.
En 1902, la « fédération Léon XIII pour la jeunesse » est créée par don Lorenzo Pavanelli et l'évêque Giacomo Maria Corna Pellegrini.
En 1964, le cardinal brescian Giovanni Battista Montini est élu au trône pontifical sous le nom de Paul VI.

## Statistiques
À la fin 2006, le diocèse comptait une population de 1 094 686 personnes, dont 959 680 étaient baptisées, ce qui représente 87,7 % du total.
| année | population | population | population | prêtres | prêtres  | prêtres  | prêtres                   | diacres | religieux | religieux | paroisses |
| année | baptisée   | totale     | %          | nombre  | séculier | régulier | nb de baptisés par prêtre | diacres | hommes    | femmes    | paroisses |
| ----- | ---------- | ---------- | ---------- | ------- | -------- | -------- | ------------------------- | ------- | --------- | --------- | --------- |
| 1950  | 816.522    | 816.565    | 100,0      | 1.207   | 932      | 275      | 676                       |         | 449       | 2.868     | 423       |
| 1959  | ?          | 859.079    | ?          | 1.123   | 953      | 170      | ?                         |         | 156       | 3.944     | 454       |
| 1970  | ?          | 920.148    | ?          | 1.255   | 971      | 284      | ?                         |         | 406       | 4.450     | 481       |
| 1980  | 967.000    | 1.000.000  | 96,7       | 1.223   | 968      | 255      | 790                       |         | 370       | 3.709     | 493       |
| 1990  | 981.000    | 1.005.938  | 97,5       | 1.142   | 909      | 233      | 859                       | 12      | 404       | 2.745     | 470       |
| 1999  | 995.600    | 1.037.900  | 95,9       | 1.108   | 887      | 221      | 898                       | 24      | 340       | 2.361     | 469       |
| 2000  | 983.000    | 1.025.248  | 95,9       | 1.089   | 871      | 218      | 902                       | 24      | 353       | 2.461     | 469       |
| 2001  | 1.025.116  | 1.041.466  | 98,4       | 1.097   | 872      | 225      | 934                       | 26      | 358       | 2.455     | 469       |
| 2002  | 1.030.785  | 1.047.135  | 98,4       | 1.086   | 866      | 220      | 949                       | 29      | 354       | 2.354     | 473       |
| 2003  | 1.052.850  | 1.070.800  | 98,3       | 1.090   | 873      | 217      | 965                       | 30      | 313       | 2.205     | 469       |
| 2004  | 968.389    | 1.074.389  | 90,1       | 1.084   | 874      | 210      | 893                       | 34      | 326       | 2.148     | 469       |
| 2006  | 959.680    | 1.094.686  | 87,7       | 1.059   | 843      | 216      | 906                       | 35      | 322       | 2.149     | 470       |

## Personnalités religieuses brescianes
- Saint Apollonio (évêque) (it) (IIe siècle), évêque de Brescia et saint italien. Sa fête est célébrée le 7 juillet.
- Saints Faustin et Jovite († 121), martyrs ;
- Saint Philastre de Brescia, évêque de Brescia à la fin du IVe siècle ;
- Saint Gaudence de Brescia (vers 327 - 410-411), évêque de Brescia et un saint catholique, fêté localement le 25 octobre[2] ou le 22 janvier ;
- Deusdedit de Brescia (mort en 700), évêque de Brescia en Lombardie qui joua un rôle important dans divers conciles ; fêté le 10 décembre[3].
- Arnaud de Brescia (vers 1100, Brescia - supplicié en 1155), hérésiarque influencé par l'école de logique de Pierre Abélard ;
- Benedetto Castelli (1577, Brescia - 1643, Rome), moine bénédictin, mathématicien et physicien ;
- Ludovico Calini (1696, Calino - 1782, Brescia), cardinal ;
- Giovanni Andrea Archetti (1731, Brescia[4] - 1805, Ascoli[4]), cardinal ;
- Pietro Tamburini (1737, Brescia - 1827, Pavie), prêtre et théologien catholique, juriste ;
- Daniel Comboni (1831, Limone sul Garda - 1881), évêque de Khartoum, fondateur de la congrégation des missionnaires comboniens du Cœur de Jésus, saint de l'Église catholique fêté le 10 octobre ;
- Arcangelo Tadini (1846, Brescia - 1912), était un prêtre catholique engagé dans l'apostolat ouvrier, fondateur de l'Association Ouvrière de Secours Mutuel qui, au XIXe siècle, saint de l'Église catholique fêté le 20 mai ;
- Gertrude Comensoli (1847, Bienno - 1903, Bergame), religieuse italienne, fondatrice des Sœurs du Saint-Sacrement, sainte de l'Église catholique ;
- Giovanni Battista Montini (1897, Concesio - 6 août 1978, Castel Gandolfo), pape (1963-1978) sous le nom de Paul VI ;
- Giacomo Vender (it) (Lovere, 9 avril 1909 - Ceratello di Costa Volpino, 28 juin 1974), prêtre, aumônier militaire et résistant italien ;
- Miguel Maria Giambelli (né en 1920 à Flero), évêque barnabite, premier évêque du diocèse brésilien de Bragança do Pará ;
- Giacomo Capuzzi (né le 14 août 1929 à Manerbio), évêque émérite du diocèse de Lodi depuis novembre 2005 ;
- Angelo Bagnasco (né en 1943 à Pontevico), cardinal ;
- Luigi Ventura (né en 1944 à Borgosatollo), nonce apostolique à Paris depuis septembre 2009.